# اتفاقات قرطاجنة

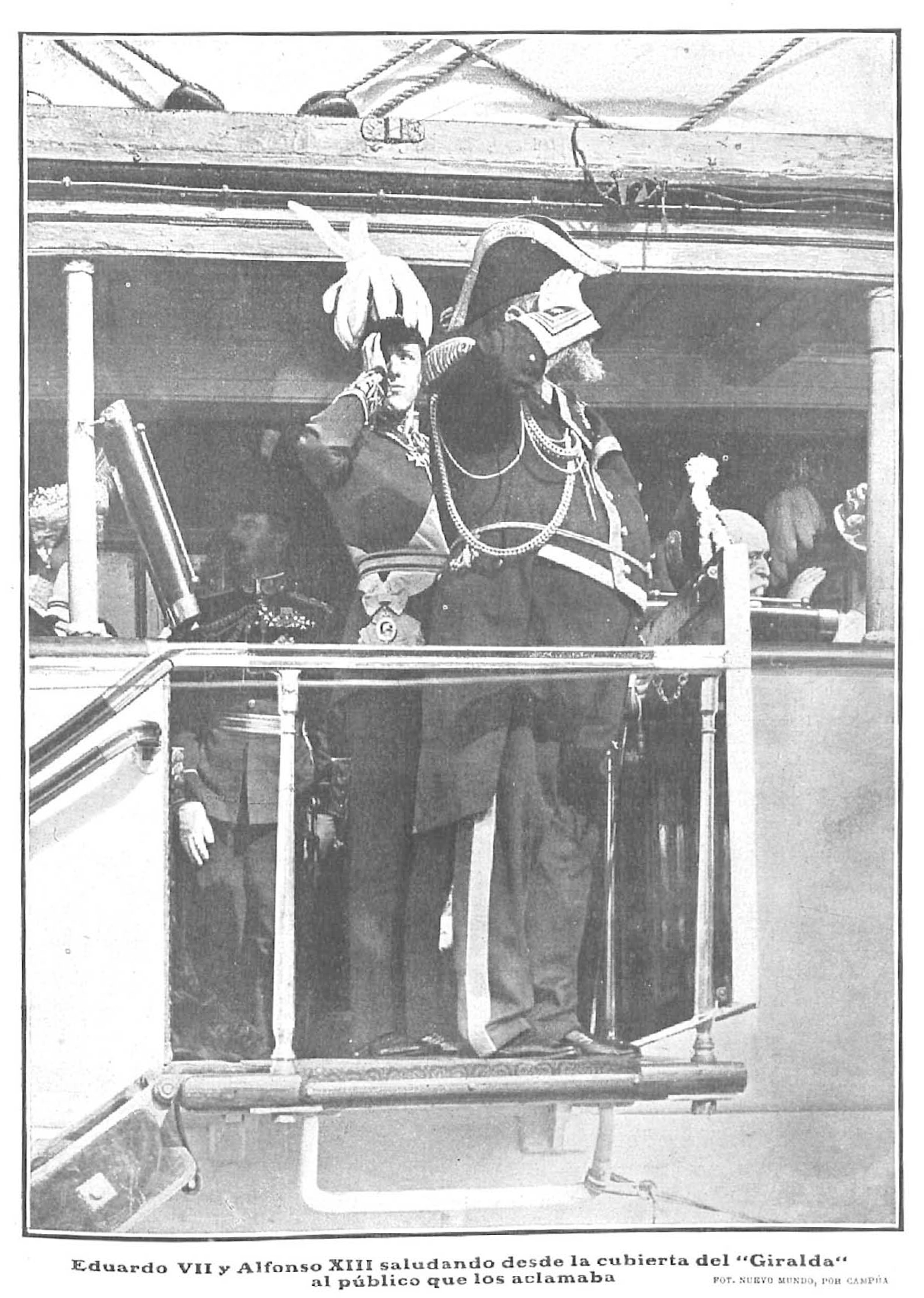

اتفاقات قرطاجنة كانت تبادل ملاحظات حدث في مدينة قرطاجنة الإسبانية يوم 16 مايو 1907 بين الجمهورية الفرنسية والمملكة المتحدة والمملكة الإسبانية. أعلن الأطراف إن نيتهم هي إبقاء الوضع الراهن في المتوسط الغربي والأطلسي، وخصوصا امتلاكاتها الساحلية المنفصلة. ومن آثار اتفاقات قرطاجنة توافق إسبانية مع الاتفاق الودي الفرنسي البريطاني ضد طموحات ألمانيا في المغرب، حيث كانت مناطق نفوذ فرنسية وإسبانية معترف بها بشكل متبادل (ومن قبل بريطانيا).
خلال الحرب العالمية الأولى، استشهد بهذه الاتفاقات السياسيون الإسبانيون الذين أرادوا علاقات أوثق مع قوات الحلفاء (أو حتى التدخل من أجلهم). يوم 21 أبريل 1915، قال السياسي المحافظي الأبرز، أنطونيو مورا، في تصريح عام إن:

إسبانيا لها الموقف في شمال إفريقيا والمتوسط الغربي، الذي سمحت تلك الاتفاقات لها به، ولإسبانيا شبكة من المصالح مع إنجلتيرا وفرنسا ووعد متبادل بإدامة هذه الشبكة والعمل لصالحها، وهذا الوضع الراهن من صنع القوى المعنية.